# Hyundai Epsilon
Hyundai Epsilon — бензиновый двигатель внутреннего сгорания южнокорейской компании Hyundai Motors.

## 0.8 L (G3HA/G3HG)
- Объём: 0,8 л
- Диаметр × Ход поршня: 77 × 67 мм
- Мощность: 56 л. с. при 5500 об/мин
- Крутящий момент: 75 Н*м при 4000 об/мин

## 0.8 L (G4HA)
- Объём: 0,8 л
- Диаметр × Ход поршня: 64 × 63 мм
- Мощность: 54 л. с. при 6000 об/мин
- Крутящий момент: 65 Н*м при 4000 об/мин

## 0.8 L TCI (G4HA)
- Объём: 0,8 л
- Диаметр × Ход поршня: 64 × 63 мм
- Мощность: 70 л. с. при 6000 об/мин
- Крутящий момент: 103 Н*м при 4000 об/мин

## 1.0 L (G4HC/G4HE)
- Объём: 1,0 л
- Диаметр × Ход поршня: 73 × 66 мм
- Мощность: 67—72 л. с. при 5600—6000 об/мин
- Крутящий момент: 88—90 Н*м при 3000—4500 об/мин

## 1.1 L (G4HD/G4HG)
- Объём: 1,1 л
- Диаметр × Ход поршня: 77 × 67 мм
- Мощность: 59—63 л. с. при 5500 об/мин
- Крутящий момент: 88—90 Н*м при 2800—4500 об/мин[5]